# Дика місцевість
«Дика місцевість» (ісп. La Region Salvaje) — міжнародно-спродюсований драматичний фільм, знятий Аматом Ескаланте. Світова прем'єра стрічки відбулась 5 вересня 2016 року на Венеційському кінофестивалі, де вона отримала «Срібного лева» за найкращу режисерську роботу. Фільм розповідає про молоду сім'ю Алехандри та Анхела, чиє життя змінюється з появою дивної Вероніки, а разом з нею і загадкової істоти з великою кількістю щупалець.

## У ролях
- Рут Рамос
- Сімона Бусіо
- Хесус Меса
- Іден Вільявісенсіо

## Визнання
| Нагороди та номінації фільму «Дика місцевість» | Нагороди та номінації фільму «Дика місцевість» | Нагороди та номінації фільму «Дика місцевість» | Нагороди та номінації фільму «Дика місцевість» | Нагороди та номінації фільму «Дика місцевість» | Нагороди та номінації фільму «Дика місцевість» |
| Рік                                            | Кінопремія / Кінофестиваль                     | Категорія / Нагорода                           | Номінант                                       | Результат                                      |                                                |
| ---------------------------------------------- | ---------------------------------------------- | ---------------------------------------------- | ---------------------------------------------- | ---------------------------------------------- | ---------------------------------------------- |
| 2016                                           | Венеційський кінофестиваль                     | «Золотий лев» за найкращий фільм               | «Дика місцевість»                              | Номінація                                      |                                                |
| 2016                                           | Венеційський кінофестиваль                     | «Срібний лев» за найкращу режисерську роботу   | Амат Ескаланте                                 | Перемога                                       |                                                |